# سوبر ماريو أوديسي
سوبر ماريو أوديسي (بالإنجليزية: Super Mario Odyssey)‏ هي لعبة فيديو منصات ثلاثية الأبعاد من تطوير ونشر شركة نينتندو على نظام نينتندو سويتش. اللعبة جزء من سلسلة « سوبر ماريو »، ويتبع مغامرة بين شخصياتي ماريو وكابي (Cappy)، وكابي هو روح يتحول إلى قبعة ماريو ويسمح له أن يتلبس بأجساد شخصيات وأشياء أخرى. ويسافر ماريو مع كابي عبر عوالم مختلفة لإنقاذ الأميرة بيتش من باوزر، عدو ماريو اللدود الذي يخطط لزواج الأميرة بالقوة. وعلى عكس اللعب الخطي الموجود في إصدرات سابقة، ترجع اللعبة إلى أساس اللعب العالم المفتوح والقائم على الاستكشاف كما في سوبر ماريو 64 و‌سوبر ماريو سانشاين.
بدأ التطوير من بعد إصدار سوبر ماريو 3دي ورلد في 2013. وقد تم اقتراح العديد من الأفكار أثناء التطوير، ولكي يتم دمج كل هذه الأفكار قرر الفريق استخدام أسلوب اللعب على طراز الملعب. وعلى عكس الإصدرات السابقة مثل نيو سوبر ماريو برذرز و‌سوبر ماريو 3دي ورلد، والتي كانت تستهدف لجمهور عارضة، صمم الفريق لعبة سوبر ماريو أوديسي من أجل جذب اللاعبين الرئيسيين المعجبين بالسلسلة. كما تحتوي اللعبة على شارة موسيقية تدعى « جامب أب، سوبر ستار! » ("Jump Up, Super Star!‎")، وهي الأولى من نوعها في السلسلة.
تم إصدار سوبر ماريو أوديسي عالمياً في 27 أكتوبر، 2017. تلقت اللعبة اشادة من النقاد، مع العديد منهم يوصفون بأن اللعبة واحدة من أفضل الألعاب في السلسلة. تم ترشيح اللعبة للفوز بالعديد من الجوائز، بما في ذلك جائزة « لعبة العام ». بعد نصف عام من إطلاق اللعبة، تم بيع أكثر من عشرة ملايين نسخة في جميع أنحاء العالم، مما يجعلها أفضل العناوين مبيعاً على نظام نيننتدو سويتش.